# 초전도 양자 간섭 장치
SQUID(Superconducting Quantum Interference Device, 초전도 양자 간섭 소자)는 매우 민감한 자력계로 극히 작은 자기장을 측정하는 데 사용되며 조셉슨 접합(조지프슨 효과)을 포함하는 초전도 루프에 기초한다.
일반적으로 SQUID에 의해 측정가능한 자장의 세기는 10-15 T 정도이고, 며칠동안 평균을 측정할 경우 5*10-18 T 까지도 측정할 수 있다.
또한 측정시의 잡신호(noise)는 3fT·Hz-½수준으로 매우 낮다. 간단한 비교를 위하여 예를 들자면, 일반적인 냉장고의 자석은 0.01 테슬라 (10-2 T)이며 동물 신체내에서 발생되는 약한 자기장은 10-9 T에서 10-6 T까지이다. 인체에서 나오는 자기신호의 크기는 심장에서 10-11 T 정도이고, 뇌의 경우 10-12 T ~ 10-13 T 정도로 작다. 척추의 경우는 10-14 T 로 매우작은데 이들 신호 모두 SQUID로 측정가능하다.
근래에 발명된 SERF 원자 자력계는 더욱 민감하지만 SQUID에 비해 크기가 거대하며 전력이 많이 든다. 수십 년간 SQUID 센서는 매우 작은 자기장을 측정하는 유일한 방법이었다.

## SQUID 역사와 설계
SQUID에 2가지 응용분야가 있다. : 직류 (DC) 와 교류 (RF). 교류(RF) SQUID는 오직 하나의 조지프슨 효과(초전도 터널 효과)의 장치로 동작하고, 만드는데는 더욱 저렴하지만 감도는 떨어진다.

### 직류(DC) SQUID

직류 SQUID의 모형도. 전류 가 이 SQUID로 들어가서 두갈래로 갈라지는데 각각의 전류를 와 라 하자. 각각의 길에 조지프슨 접합이라는 얇은 막이 있다. 이는 2개의 초전도영역으로 나뉜다. 는 두개의 DC SQUID 루프를 관통하는 자속을 의미한다.

SQUID의 전기회로도 : I_{b}는 바이어스 전류이고, I_{0}는 SQUID의 임계 전류이다. 는 SQUID를 관통하는 자속이며 는 그 자속에 의해 나타나는 전압이다. X-기호는 조지프슨 효과의 장치이다.

왼쪽: SQUID의 전압대비 전류 곡선으로 위 아래 곡선은 nΦ_{0} 와 (n+1/2)Φ_{0}이다. 오른쪽: 반복되는 전압 출력은 SQUID를 관통하는 자속에 비례하여 발생한다. 반복되는 정도는 하나의 자속 양자Φ_{0} 와 같다.

직류 SQUID는 1964년 로버트 자클레빅, 존 람비, 아놀드 실버 그리고 제인스 머세로 등의 포드 연구 실험실에 의해 발명되었다. 이것은 B.D. 조셉슨이 1962년 조셉슨 효과를 주장하고 1963년 벨랩에서 존 로웰과 필립 앤더선에 의해 조셉슨 접합이 만들어진 이후의 일이었다.

### 교류(RF) SQUID
교류 SQUID는 1965년 포드사의 제임스 에드워드 짐머만과 아놀드 실버가 발명하였다.

## 같이 보기
- 아로노프-봄 효과
- 전자기학
- 지구물리학